# Bash.org
Bash.org — англомовний сайт, що містить збірку цитат, в більшості — зі щоденних діалогів користувачів Інтернету. Офіційна назва — QDB (англ. Quote Database), але частіше він згадується за своїм доменом — bash.org («башорг»), чи просто як bash («баш»). Більшість цитат зібрані з IRC та з діалогів в інтернет-пейджерах хоча зустрічаються цитати і з «живих» розмов.
Після підтвердження одним з модераторів, цитати стають доступними для голосування. Найпопулярніші показуються на окремій сторінці.

## Версії іншими мовами
- Українською мовою: УкрБаш (ukrbash.org [Архівовано 5 квітня 2008 у Wayback Machine.])
- Російською мовою: Bash.org.ru [Архівовано 30 вересня 2011 у Wayback Machine.]
- Польською мовою: Bash.org.pl [Архівовано 31 грудня 2007 у Wayback Machine.]
- Німецько мовою: German-bash.org [Архівовано 21 лютого 2008 у Wayback Machine.]
- Французькою мовою: BashFR.org [Архівовано 8 лютого 2008 у Wayback Machine.]